# George Tabori

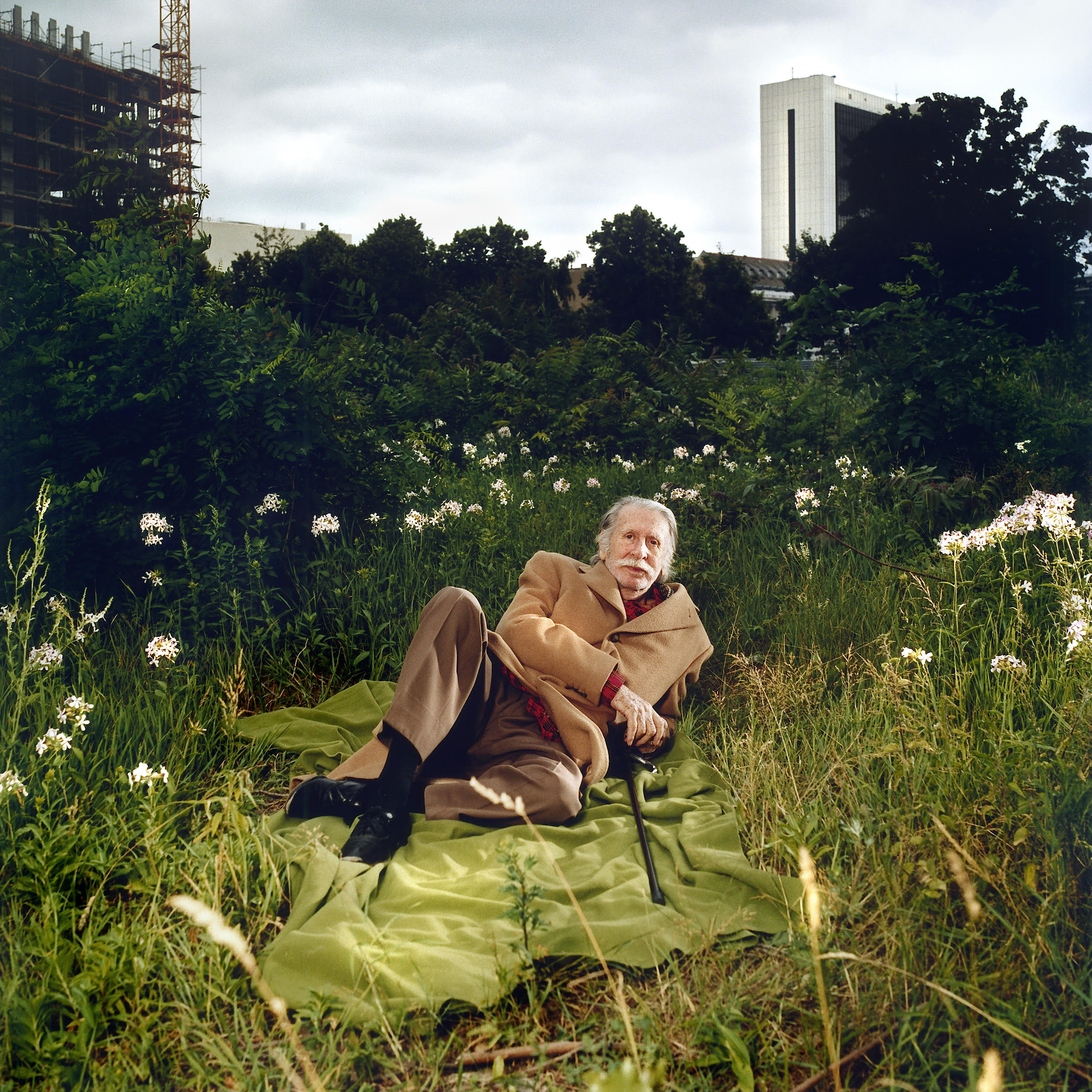
George Tabori gefotografeerd door Oliver Mark, Berlijn 2003

George (György) Tabori (Boedapest, 24 mei 1914 - Berlijn, 23 juli 2007) was een van oorsprong Duits-Hongaars, maar Engelstalig romanschrijver, toneelschrijver, toneelregisseur en dramaturg. Hij was de tweede zoon van een joodse journalist. Na de machtsovername van de nazi's week hij uit en emigreerde in 1936 naar Londen waar hij journalist werd en oorlogscorrespondent voor de BBC. In 1941 werd hij Brits staatsburger. Het merendeel van zijn familie werd uitgemoord in Auschwitz. 
Tabori kwam min of meer toevallig in aanraking met de theaterwereld. In 1947 vertrok hij naar de VS, waar hij scenario's ging schrijven en samenwerkte met Joseph Losey en Alfred Hitchcock, en waar hij onder meer Bertolt Brecht ontmoette. Met Brecht werkte hij aan een Engelse versie van Leben des Galileï. Onder diens invloed begon hij te schrijven voor het theater en werd tevens regisseur. 
In 1969 keerde hij terug naar Europa, eerst Londen, daarna Bremen, waar hij een eigen gezelschap stichtte. Vanaf 1978 werkte hij in München, na 1986 in Wenen, waar hij ging samenwerken met de beroemde regisseur Claus Peymann. Pas hier kwam zijn carrière werkelijk tot ontplooiing, en ontstonden zijn beroemdste stukken. In 1988 ontving hij de Theaterpreis Berlin. In 1992 kreeg hij de Georg-Büchner-Preis. In 1999 vertrok hij wederom naar Berlijn.

## Werk

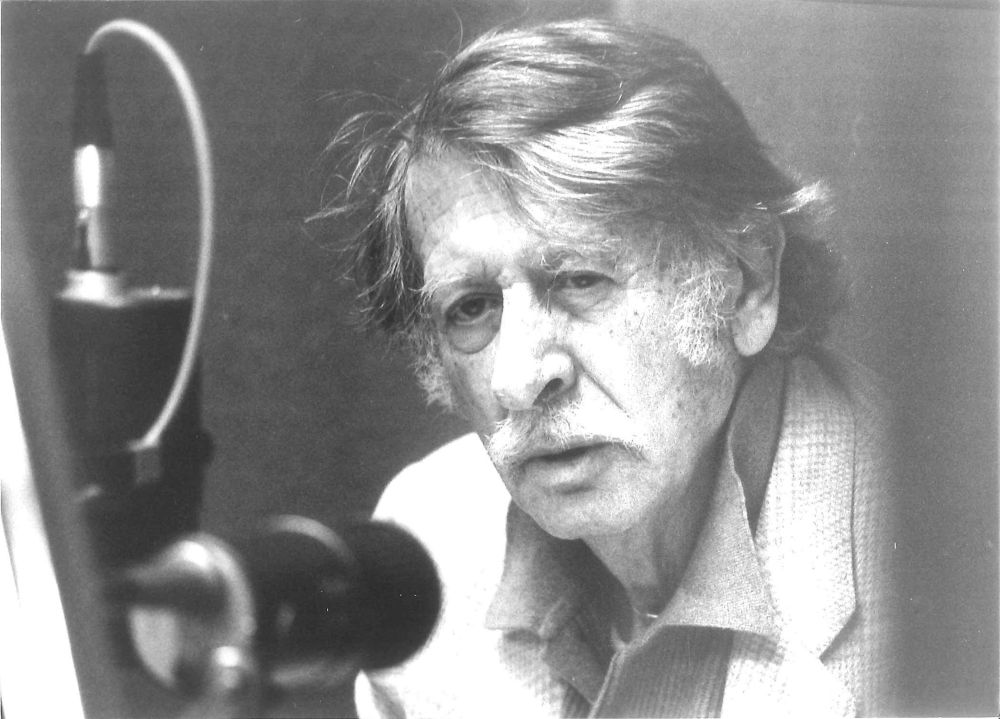
George Tabori omstreeks 1985

Tabori's werk, of het nu vertalingen, bewerkingen of oorspronkelijke stukken zijn, gaat altijd over de condition humaine. Maar het duurde lang voor hij zijn achtergrond: jodendom en Holocaust, kon verwerken. Het eerste eigen stuk waarmee hij doorbrak was Die Kannibalen (1968). Hier eten zes concentratiekampgevangenen een van hun medegevangenen op. My Mother's Courage (niet toevallige verwijzing naar Brechts Mutter Courage) is terug te voeren op de wonderbaarlijke manier waarop zijn moeder aan de gaskamers wist te ontkomen: reeds op transport overtuigde zij een begeleider ervan dat zij haar speciale Rode-Kruispas thuis had laten liggen, en werd keurig teruggebracht. 
In Nederland is Tabori bekend sinds de opvoering van Mein Kampf door Toneelgroep Amsterdam (1988). De jonge Adolf Hitler ontmoet hier in een Weens pension Herzl, de joodse verteller, God die zich voorstelt als Lobkowitz en de Dood in de gedaante van een vrouw. De melancholie, de joodse humor (Tabori zei ergens dat de witz zijn meest persoonlijke uitingsvorm was) en de burleske, zijn een vertaling van de paradox dat de onmogelijkheid om te leven tegelijk een uiting is van levenswil.

## Toneelstukken
- Die Kannibalen (1969)
- Sigmunds Freude (1975)
- Talk Show (1976)
- Mutters Courage (1979)
- Jubiläum (1983)
- Peepshow (1984)
- Schuldig geboren (1987)
- Mein Kampf (1987)
- Weisman und Rotgesicht (1990)
- Der Babylon-Blues (1991)
- Goldberg-Variationen (1991)
- Requiem für einen Spion (1993)
- Die 25. Stunde (1994)
- Die Massenmörderin und ihre Freunde (1995)
- Die Ballade vom Wiener Schnitzel (1996)
- Letzte Nacht im September  (1997)
- Die Brecht-Akte (1999)

- Bibsys: 90183072
- Biblioteca Nacional de Chile: 000309563
- Biblioteca Nacional de España: XX4579453
- Bibliothèque nationale de France: cb12144052n (data)
- CiNii: DA0517320X
- Gemeinsame Normdatei: 118620444
- International Standard Name Identifier: 0000 0001 2123 0495
- Library of Congress Control Number: n87153075
- Nationale Bibliotheek van Letland: 000289160
- MusicBrainz: 2d7b9d70-65ed-46bc-9b28-1994fd394b74
- Bibliotheek van het Japanse parlement: 01073432
- Nationale Bibliotheek van Tsjechië: jn20000605255
- Nationale bibliotheek van Australië: 35537617
- Nationale Bibliotheek van Israël: 987007268759605171
- Nationale Bibliotheek van Polen: a0000001927545
- Nationale en Universitaire bibliotheek Zagreb: 000151944
- Nederlandse Thesaurus van Auteursnamen: 069420432
- Réseau des bibliothèques de Suisse occidentale: 02-A003884960
- Istituto Centrale per il Catalogo Unico: SBLV141550
- LIBRIS: 302266
- SNAC: w6nz8th2
- Système universitaire de documentation: 033890323
- Virtual International Authority File: 19714357
- WorldCat: E39PBJmxVXwXFVF6gBGdhHRh73